# Tong Yao
Tong Yao (en chino simplificado= 童瑶, chino tradicional= 童瑤) es una actriz y modelo china.

## Biografía
En 2002 se unió a la Academia Central de Drama (Central Academy of Drama) en Beijing, China donde se graduó con una licenciatura en actuación en 2006. Previamente en 1996 asistió al Chinese Song and Dance Art School en Beijing y a su regreso a Kunming fue aceptada en el Kunming Art School, donde pasó un año estudiando el Hulusi (es un instrumento de viento de lengüeta libre de China y el estado de Shan).
En 2003 salió con el actor Zhang Mo, sin embargo la relación finalizó meses después cuando Yao reveló que él la había golpeado.
En 2013 se reveló que estaba saliendo con Wang Ran (王冉) un director ejecutivo de CEC Capital, la pareja se casó el 2 de octubre de 2019, en un antiguo castillo en Italia. Ran es diecisiete años mayor que ella.

## Carrera
Tiene un gran parecido a la popular actriz china Zhang Ziyi, por lo que es apodada como la "pequeña Zhang Ziyi" (Little Zhang Ziyi).
En 2004 hizo su debut en la televisión al unirse a la serie Tracks In The Snowy Forest donde dio vida a Bai Ru, una trabajadora de la salud en el Ejército Unido Democrático del Noreste.
En septiembre de 2006 se unió al elenco recurrente de la serie The Young Warriors donde interpretó a Pan Ying, la hija de Pan Renmei y rival de Chai Meirong (Lin Chia-yu).
En agosto de 2018 se unió al elenco recurrente de la serie Ruyi's Royal Love in the Palace donde dio vida a Gao Xiyue quien más tarde se convierte en la Consorte Imperial Huixian, una mujer arrogante, desafiante y conspiradora que odia a Ula-Nara Ruyi (Zhou Xun) debido a su cercanía con el Emperador Qianlong (Wallace Huo).
En octubre del mismo año se unió al elenco de la primera temporada de la serie Ever Night donde interpretó a Li Yu, la Princesa Mayor de Tang, una mujer magnífica y ambiciosa.
En diciembre del mismo año se unió al elenco recurrente de la serie Like a Flowing River donde dio vida a Song Yunping, la gentil, amable y valiente hermana de Song Yunhui (Wang Kai) y esposa de Lei Dongbao (Yang Shuo), quien muere debido a complicaciones hemorrágicas durante el parto.
El 17 de julio de 2020 se unió al elenco principal de la serie Nothing But Thirty donde interpretó a Gu Jia, la determinada e inteligente esposa de Xu Huanshan (Li Zefeng), quien ayuda a su esposo a convertirse en director ejecutivo de una empresa de fuegos artificiales, mientras lucha contra las amas de casa ricas que intimidan a su pequeño hijo, hasta el final de la serie el 8 de agosto del mismo año.

## Filmografía

### Series de televisión
| Año             | Título                                               | Personaje                   | Notas                |
| --------------- | ---------------------------------------------------- | --------------------------- | -------------------- |
| TBA             | Wind Up the First Pass                               | Chen Yuanyuan               | (grabada en 2009)    |
| 2022 - presente | Have A Crush On You                                  | Ruan Liuzheng               |                      |
| 2022 - presente | Life is a Long Quiet River                           | Gu Qingyu                   |                      |
| 2021 - presente | The Rebel (叛逆者)                                   | Zhu Yizhen                  | [ 17 ] [ 18 ]        |
| 2020            | Nothing But Thirty                                   | Gu Jia                      | 43 episodios         |
| 2020            | Twenty Your Life On                                  | Gu Jia                      | ep. #41 - (invitada) |
| 2020            | Get Married Or Not                                   | Cheng Lu                    | 40 episodios         |
| 2020            | The Wind and the Bright Moon Maiden (Moonlight Lady) | Cai Chuchu                  | (filmada en 2007)    |
| 2020            | Imperfect Love                                       | Gao Shan                    |                      |
| 2018 - 2019     | Like a Flowing River                                 | Song Yunping                |                      |
| 2018            | Ever Night                                           | Princesa Li Yu              |                      |
| 2018            | Ruyi's Royal Love in the Palace                      | Gao Xiyue, Consorte Huixian | 31 episodios         |
| 2018            | The Road of Light                                    | Lian Hua                    | 40 episodios         |
| 2016            | Customize Happiness                                  | Tiao Xiaoni                 | 38 episodios         |
| 2016            | Hero Dog 2                                           | Lu Xin                      | (cameo)              |
| 2016            | My Spicy Girlfriend                                  | Wan Xinxin                  |                      |
| 2016            | Stepmother Xu Duoduo                                 | Xu Duoduo                   |                      |
| 2015 - 2016     | Boys to Men                                          | Wang Shanshan               | 30 episodios         |
| 2014            | The River Children (大河儿女)                        | -                           |                      |
| 2014            | Three Bosom Girls                                    | Zhou Xiaobei                | 40 episodios         |
| 2013            | Single Child's Grandmother and Mother                | Li Xiaoman                  | 34 episodios         |
| 2012            | New Year Picture                                     | Shen Fang                   | 29 episodios         |
| 2012            | A Unique Militiman (Militia Ge Erdan)                | Meng Xizi                   |                      |
| 2011            | Lei Feng                                             | Ning Xiaohui                |                      |
| 2011            | Qiao Longbiao                                        | Xiao Bailong                | 38 episodios         |
| 2010            | Military Honor                                       | Wu Xiaoli                   |                      |
| 2010            | Simple Dish                                          | Wen Yuan                    |                      |
| 2008            | Wounded Love                                         | Zhang Zixuan                |                      |
| 2007            | Repeat an Error                                      | Fang Xiaorui                |                      |
| 2006            | The Young Warriors                                   | Pan Ying                    |                      |
| 2006            | Life of Dragon and Tiger                             | Fang Shuqing                |                      |
| 2006            | Walking Duster                                       | Xiu Yu                      |                      |
| 2006            | My Sun                                               | -                           |                      |
| 2004            | Tracks In The Snowy Forest                           | Bai Ru                      |                      |

### Películas
| Año  | Título                                  | Personaje         | Notas                                                                        |
| ---- | --------------------------------------- | ----------------- | ---------------------------------------------------------------------------- |
| 2018 | The Lingering                           | Lily              |                                                                              |
| 2016 | The New Year's Eve of Old Lee           | "Belleza"         | (cameo)                                                                      |
| 2014 | To Love Somebody                        | Yang Anni (Annie) |                                                                              |
| 2014 | The White Haired Witch of Lunar Kingdom | Ke Pingting       |                                                                              |
| 2013 | Day of Redemption                       | Zhou Ting         |                                                                              |
| 2012 | Wings                                   | Xiao Bei          |                                                                              |
| 2012 | The Second Half                         | -                 |                                                                              |
| 2011 | A Big Deal                              | Chen Yu           | junto a Qiao Renliang, Lan Cheng-lung, Han Chae-young, Chapman To y Andy Hui |
| 2010 | Snapper                                 | Xiao Bai          |                                                                              |
| 2009 | Snowfall in Taipei                      | May (Wu Yue)      |                                                                              |
| 2009 | Nine Dragon Jade                        | You Er'jie        | junto a Sun Jian, Zhang Di y Cici Liu                                        |
| 2008 | Afraid to Say Love You                  | Lan Xin           |                                                                              |

### Apariciones en videos musicales
| Año  | Intérprete | Canción      | Notas |
| ---- | ---------- | ------------ | ----- |
| 2009 | 啸坤       | "北京下雨了" |       |

### Revistas / sesiones fotográficas
| Año  | Título                           | Notas                             |
| ---- | -------------------------------- | --------------------------------- |
| 2020 | K!ND Chic Magazine               | (publicación de septiembre)       |
| 2020 | InStyle China                    |                                   |
| 2020 | 格调vie Magazine                 |                                   |
| 2019 | Lifestyle Magazine               | (edición del Día de San Valentín) |
| 2018 | Perfect Time Magazine            | (publicación de diciembre)        |
| 2014 | Marie Claire China Magazine      |                                   |
| 2014 | Harper's Bazaar China (时尚芭莎) |                                   |
| 2014 | BQ Magazine                      | [ 20 ]                            |

## Premios y nominaciones
| Año  | Categoría                             | Premio                                                     | Trabajo                         | Resultado |
| ---- | ------------------------------------- | ---------------------------------------------------------- | ------------------------------- | --------- |
| 2021 | Best Actress                          | 27th Magnolia Award                                        | Nothing But Thirty              | Ganó      |
| 2021 | Best Actress                          | 27th Shanghai Television Festival                          | Nothing But Thirty              | pendiente |
| 2020 | Best Actress (Emerald)                | 7th The Actors of China Award Ceremony                     | -                               | pendiente |
| 2020 | Best Actress                          | 30th China TV Golden Eagle Award                           | Like a Flowing River            | Ganó      |
| 2020 | Best Actress                          | 32nd Flying Apsaras Award                                  | Like a Flowing River            | Nominada  |
| 2019 | Best Actress                          | Golden Bud-The Fourth Network Film And Television Festival | Like a Flowing River            | Nominada  |
| 2019 | Best Actress (Emerald Category)       | 6th The Actors of China Award Ceremony                     | Like a Flowing River            | Nominada  |
| 2019 | Best Supporting Actress               | 25th Shanghai Television Festival                          | Like a Flowing River            | Ganó      |
| 2019 | Outstanding Performance Quality Star  | 4th China Quality Television Drama Ceremony                | -                               | Ganó      |
| 2018 | Media Recommended Actors or Actresses | 10th China TV Drama Award                                  | Ruyi's Royal Love in the Palace | Ganó      |